# Mroczna strona nauki
Mroczna strona nauki (ang. Dark Matters: Twisted But True) – amerykański program popularnonaukowy nadawany pierwotnie na kanale Discovery Channel w Stanach Zjednoczonych. Z czasem serial zaczęto emitować także w innych krajach, m.in. w Polsce, gdzie program był nadawany przez stacje Discovery Science. Gospodarzem programu jest John Noble. W każdym odcinku są prezentowane trzy historie przedstawiające dawne badania i eksperymenty naukowe, z różnych powodów kontrowersyjne ze współczesnego, a czasem także ówczesnego punktu widzenia.